# 渡慶次幸平
渡慶次 幸平（とけし こうへい、1988年6月4日 - ）は、日本の男性総合格闘家、ラウェイファイター、慈善家。沖縄県豊見城村出身。クロスポイント吉祥寺所属。第5回 Air KBZ グランドファイナル・ミャンマーチャンピオンシップ 75kg級チャンピオン。

## 来歴
高校の時にテレビで見た山本徳郁に影響を受けて格闘技を始める。19歳で沖縄から上京。

### 総合格闘技
2012年、パンクラスにてプロデビュー。
できちゃった結婚から2年ほど格闘技から離れるも、夢を捨てきれず、30歳までに格闘技で食べられるようにならなければ辞めることを条件に復帰。 

### ラウェイ
2017年6月16日、LETHWEI in Japan 4 ～フロンティア～ FRONTIERにおいて、ピャン・トゥエと対戦。4R終了時、顔面の腫れによるドクターストップでTKO負け。
2017年12月10日、ヤンゴンのテンピュースタジアムで行われた第4回エアKBZ アウン・ラン・チャンピオンシップにおいて、ソー・ミン・アウンと対戦。互いに1度ずつタイムアウトを取る激闘の末、5R引き分け。
2018年2月21日、LETHWEI in Japan 7 ～勇気～ YUKIにおいてミン・テット・アウンと対戦。2R 2分47秒、アウンの棄権によりTKO勝利。ラウェイでの初勝利を飾る。
2018年6月29日、LETHWEI in Japan 8 ～サムライ～ SAMURAIにおいて、初のメインイベントでソー・ゴー・ムドーと対戦。試合序盤から積極的に攻撃を繰り出すムドーに対し、徐々に主導権を握った渡慶次はローでダメージを与え続け、三日月蹴りで決定的なダメージを与えて、4R 2分24秒に左フックでKO勝利。
2018年12月16日、ヤンゴンのテンピュースタジアムで行われた、2018年の複数の試合を勝ち抜くなどした強豪を集めた大会、第5回エアKBZ グランドファイナル・ミャンマーチャンピオンシップでトゥン・ミン・ラットと対戦。渡慶次は攻撃を避けて懐に飛び込み、右のフックなど強烈なパンチを見舞う戦法で圧倒、3ラウンドにラッシュでKO勝ち。2018年の王者となった。
2021年5月2日、ハードヒット初参戦。阿部諦道と対戦するも両者反則のため没収試合となる。

## 人物・エピソード
- 幼少期より、わんぱくで手がつけられない子供だった。その反面、進学校に中学受験するために小学校低学年から学習塾に毎日通い、進学校への中学受験を見事合格する。
- 小学校低学年に始めた野球は、名門の沖縄県立糸満高等学校野球部までレギュラーでキャプテンや副キャプテン、常にクリーンナップを任される中心選手として活躍。ポジションはピッチャーとキャッチャーであった。
- 格闘技だけで無く、社会貢献活動にも積極的に参加し、ミャンマーの学校教育環境を良くするための活動をしている。
- ラウェイでのキャッチフレーズの暴走タコライスは、同じジムの不可思によって名付けられた。しかし、渡慶次自身はタコライスを特に好きな訳ではない。

## 戦績
- ラウェイ：19戦8勝4敗7分

### ラウェイ
| 勝敗 | 対戦相手               | 試合結果                           | 大会名                                                                              | 開催年月日     |
| ○    | レバナ・デオグラシャス | 2R 2:42 TKO（左ストレート）        | LETHWEI×UNBEATABLE                                                                  | 2021年10月6日  |
| ×    | トウ・トウ             | 4R KO                              | AIR KBZ FIGHT6                                                                      | 2019年11月3日  |
| ○    | アウン・カイン         | 3R 2分27秒（左ローキック）         | LETHWEI in Japan 14 〜神秘天命〜                                                    | 2019年10月2日  |
| △    | ソー・サー・バー       | 3分5R終了 引き分け                 | LETHWEI in Japan 13 ～初志貫徹～                                                    | 2019年07月25日 |
| ○    | ミン・マウン・マウン   | 3R 2分2秒 KO（左三日月蹴り）       | LETHWEI in Japan 12 ～勇者の証～                                                    | 2019年05月17日 |
| ○    | シャン・コー           | 3R 2分32秒 TKO（ドクターストップ） | LETHWEI in Japan 11 ～千年の力～                                                    | 2019年2月27日  |
| ○    | トゥン・ミン・ラット   | 3R KO                              | 第5回 Air KBZ グランドファイナル・ミャンマーチャンピオンシップ                      | 2018年12月16日 |
| △    | ソー・テット・ウー     | 3分5R終了 引き分け                 | LETHWEI in Japan 10 ～祈り～ INORI                                                  | 2018年11月14日 |
| △    | ソー・ミン・アウン     | 引き分け                           | LETHWEI in Japan 9 ～鼓動～ KODO                                                    | 2018年09月03日 |
| △    | シュエ・ヤーマン       | 引き分け                           | LWC‐3／第3回 ラウェイ・ワールド・チャンピオンシップ／3rd Lethwei World Championship | 2018年08月19日 |
| ○    | ソー・ゴー・ムドー     | 4R 2分24秒 KO（左フック）          | LETHWEI in Japan 8 ～サムライ～ SAMURAI                                             | 2018年06月29日 |
| ○    | ミン・テット・アウン   | 2R 2分47秒 TKO（棄権）             | LETHWEI in Japan 7 ～勇気～ YUKI                                                    | 2018年02月21日 |
| △    | ソー・ミン・アウン     | 5R終了 引き分け                    | 第4回 Air KBZ アウン・ラン・チャンピオンシップ                                      | 2017年12月10日 |
| △    | ヤン・ナイ・アウン     | 引き分け                           | LETHWEI GRAND PRIX JAPAN 2017                                                       | 2017年11月15日 |
| ×    | ヤン・ナイ・アウン     | 1R 2分31秒 TKO（ドクターストップ） | LETHWEI in Japan 5 ～ネクサライズ～ NEXURIZE                                        | 2017年09月28日 |
| ×    | ピャン・トゥエ         | 4R終了時 TKO（ドクターストップ）   | LETHWEI in Japan 4 ～フロンティア～ FRONTIER                                        | 2017年06月16日 |

## 総合格闘技

### プロ総合格闘技
| 総合格闘技 戦績 | 総合格闘技 戦績 | 総合格闘技 戦績 | 総合格闘技 戦績 | 総合格闘技 戦績 | 総合格闘技 戦績 | 総合格闘技 戦績 |
| --------------- | --------------- | --------------- | --------------- | --------------- | --------------- | --------------- |
| 18 試合         | (T)KO           | 一本            | 判定            | その他          | 引き分け        | 無効試合        |
| 7 勝            | 4               | 2               | 1               | 0               | 0               | 0               |
| 11 敗           | 5               | 3               | 3               | 0               | 0               | 0               |

| 勝敗 | 対戦相手                       | 試合結果                           | 大会名                                                  | 開催年月日     |
| ×    | 井上雄策                       | 1R 1:11 TKO（左フック→パウンド）   | RIZIN LANDMARK 6                                        | 2023年10月1日  |
| ×    | LUIZ                           | 5分3R終了 判定0-3                  | DEEP TOKYO IMPACT 2023 4th ROUND                        | 2023年5月28日  |
| ○    | デオ・レバナ                   | 2R 0:50 TKO（三日月蹴り→パウンド） | DEEP OKINAWA IMPACT 2022                                | 2022年10月30日 |
| ×    | 岸本篤史                       | 1R 2:05 TKO（右フック）            | RIZIN.36                                                | 2022年7月2日   |
| ○    | ハリー・スタローン             | 2R 3:31 KO（右フック）             | RIZIN TRIGGER 2nd                                       | 2022年2月23日  |
| ×    | 大原樹理                       | 1R 1:16 TKO（グラウンドパンチ）    | RIZIN.32                                                | 2021年11月20日 |
| ×    | 丸山数馬                       | 1R 0:26 TKO（グラウンドパンチ）    | PANCRASE 286                                            | 2017年4月23日  |
| ○    | ブラック コンバ                | 1R 2:44 チョークスリーパー         | PANCRASE 284                                            | 2017年2月5日   |
| ×    | 芦田崇宏                       | 2R 1:59 三角絞め                   | RINGS／THE OUTSIDER ～SPECIAL～                         | 2016年12月11日 |
| ○    | パッカシット・ウィラサクレック | 1R 2:43 腕ひしぎ十字固め           | PANCRASE札幌大会                                        | 2016年5月29日  |
| ×    | 新居すぐる                     | 1R 0:44 フットチョーク             | PANCRASE 276                                            | 2016年3月13日  |
| ×    | 稲葉聡                         | 3分3R終了 判定0-3                  | PANCRASE 273                                            | 2015年12月13日 |
| ○    | 林大陽                         | 1R 2:05 TKO（スタンドパンチ）      | PANCRASE 270                                            | 2015年10月4日  |
| ×    | ハルク大城                     | 2R 4:01 TKO（グラウンドパンチ）    | PANCRASE 247 【第19回ネオブラッド・トーナメント準決勝】 | 2013年5月19日  |
| ○    | 工藤修久                       | 5分2R終了 判定3-0                  | PANCRASE 246 【第19回ネオブラッド・トーナメント1回戦】  | 2013年3月17日  |
| ×    | AB                             | 2R 1:49 腕ひしぎ十字固め           | PANCRASE 244                                            | 2013年1月12日  |
| ○    | 原昭仁                         | 2R 4:32 KO（パンチ）               | PANCRASE 2012 PROGRESS TOUR                             | 2012年10月6日  |
| ×    | 松本崇寿                       | 5分2R終了 判定0-3                  | PANCRASE 2012 PROGRESS TOUR                             | 2012年5月20日  |

### アマチュア総合格闘技
| 勝敗 | 対戦相手 | 試合結果           | 大会名                                                                                        | 開催年月日     |
| ○    | 戸田智春 | 5分1R 判定3-0      | PANCRASE 2012 PROGRESS TOUR 3.11ディファ有明 【ネオブラッド・トーナメント予選 ライト級 決勝】 | 2012年3月11日  |
| ○    | 橋本郁弥 | 1R 4:34 TKO        | パンクラスゲート9th CHANCE 【ネオブラッド・トーナメント予選 ライト級 準決勝】                 | 2012年1月22日  |
| ○    | 柳井康作 | 1R 4:07 TKO        | パンクラスゲート9th CHANCE 【ネオブラッド・トーナメント予選ライト級 1回戦】                   | 2012年1月22日  |
| ×    | 別府克祥 | 5分2R終了 判定0-3  | DEEPフューチャーキングトーナメント2011 【ライト級 決勝】                                      | 2011年12月10日 |
| ○    | 橋本郁弥 | 5分1R終了 判定2-1  | DEEPフューチャーキングトーナメント2011 【ライト級 準決勝】                                    | 2011年12月10日 |
| ×    | 平山学   | 5分1R終了 判定1-2  | DEEPフューチャーキングトーナメント2010 【ライト級 2回戦】                                     | 2010年12月11日 |
| △    | 望月大志 | 5分2R終了 引き分け | PANCRASE REAL 2007                                                                            | 2007年4月8日   |

## 獲得タイトル
- 第5回 Air KBZ グランドファイナル・ミャンマーチャンピオンシップ 75kg級チャンピオン

## 著作
- 『狂戦士』（クラウドブックス、2022年1月21日）